# NGC 864
NGC 864 је спирална галаксија у сазвежђу Кит која се налази на NGC листи објеката дубоког неба.
Деклинација објекта је + 6° 0' 7" а ректасцензија 2h 15m 27,5s. Привидна величина (магнитуда) објекта NGC 864 износи 11,0 а фотографска магнитуда 11,7. Налази се на удаљености од 20,0000 милиона парсека од Сунца. NGC 864 је још познат и под ознакама UGC 1736, MCG 1-6-61, CGCG 413-66, KARA 96, IRAS 02128+0546, PGC 8631.